# جونستاون (مقاطعة بولك)
جونستاون، مقاطعة بولك (بالإنجليزية: Johnstown, Polk County, Wisconsin)‏ هي بلدة تقع بولاية ويسكونسن في الولايات المتحدة. تبلغ مساحتها 96.1 (كم²)، وترتفع عن سطح البحر 382 م، بلغ عدد سكانها 520 نسمة في عام 2000 حسب إحصاء مكتب تعداد الولايات المتحدة وتصل الكثافة السكانية فيها 5.6 نسمة/كم2.

## وصلات خارجية
- The US50 - Cities and Towns in Wisconsin State
- Wisconsin Cities and Towns, Facts, Map, Flag, Colleges, Government, and More